# Dispaš
Dispaš (z franc. dispache) je písemný rozvrh, ve kterém se stanoví poměrná účast na škodách, které vznikly v námořní nebo i vnitrozemské vodní dopravě při snaze vyhnout se vzniku větší škody (tzv. společná havárie, resp. obětování věci ve společném nebezpečí), a zároveň jejich náhrada. Jejím prostřednictvím jsou tak vypořádány vzájemné nároky mezi provozovatelem lodě a vlastníkem přepravovaného nákladu. Rozvrh vytváří zvláštní oprávněná osoba nazývaná dispašér.
České dispašéry jmenuje (po ústní zkoušce z právních předpisů konané před odbornou komisí) Hospodářská komora České republiky a v každém konkrétním případě společné havárie jsou pověřováni provozovatelem lodě. Vypracovaný rozvrh zveřejňují v Obchodním věstníku. Dispaš je vlastně návrhem dohody, kterou nemusí všichni účastníci akceptovat. Nepodá-li však žádný z nich (do tří měsíců v případě námořní plavby nebo 30 dnů v případě vnitrozemské plavby) od zveřejnění žalobu na její zrušení, získává účinky pravomocného soudního rozhodnutí a je proto exekučně vymahatelná. Provozovatel lodě má navíc k zajištění svých nároků zástavní právo k přepravovanému nákladu, ledaže se účastníci dohodnout jinak. Zruší-li soud napadenou dispaš, musí být vypracována nová a dispašér je v takovém případě vázán právním názorem soudu.